# Zackenbindiger Rindenspanner

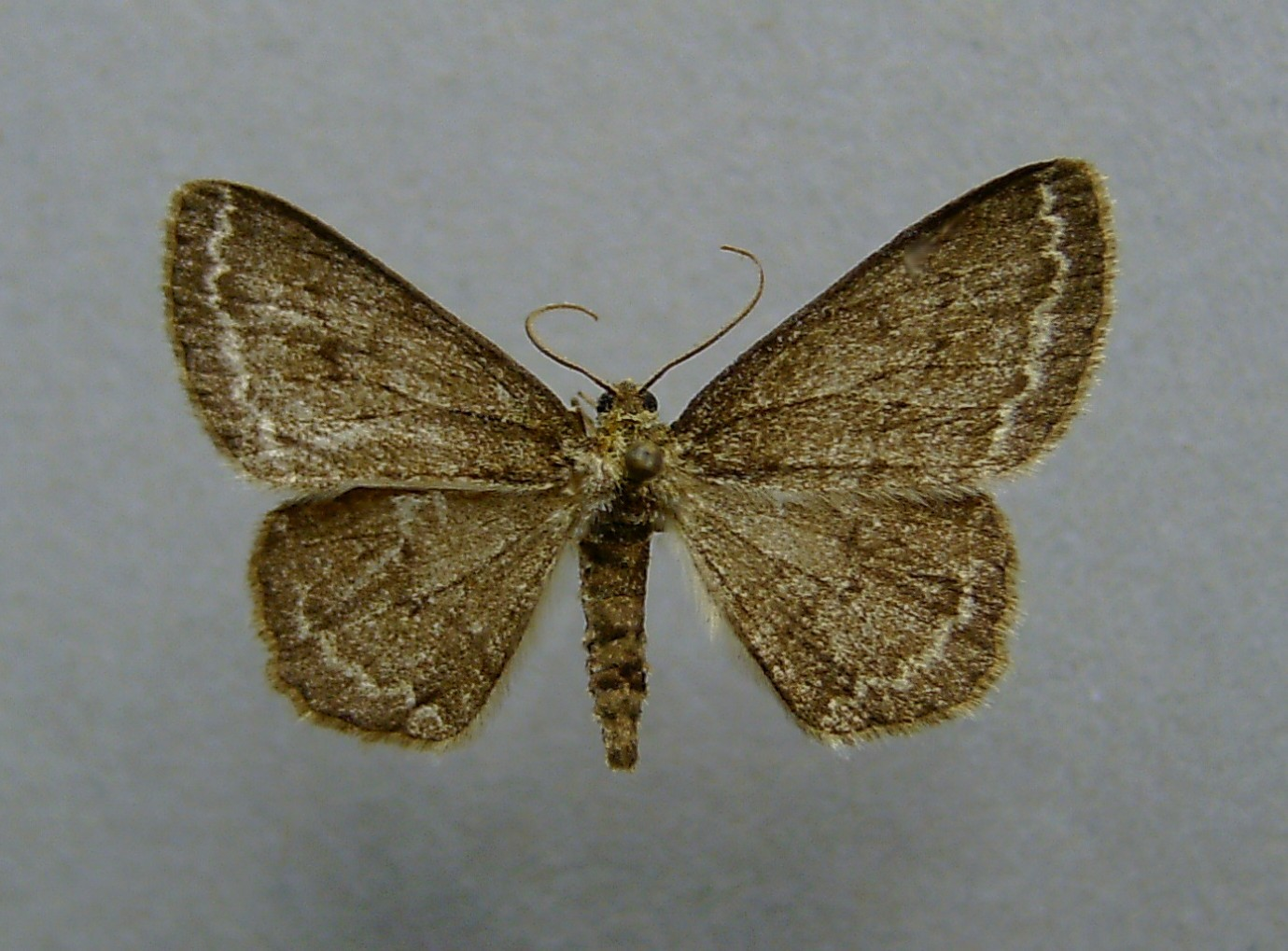
Dunkle Form des Zackenbindigen Rindenspanners

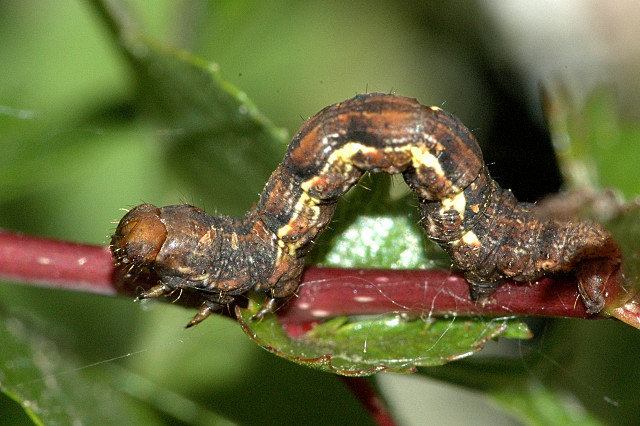
Erwachsene Raupe des Zackenbindigen Rindenspanners

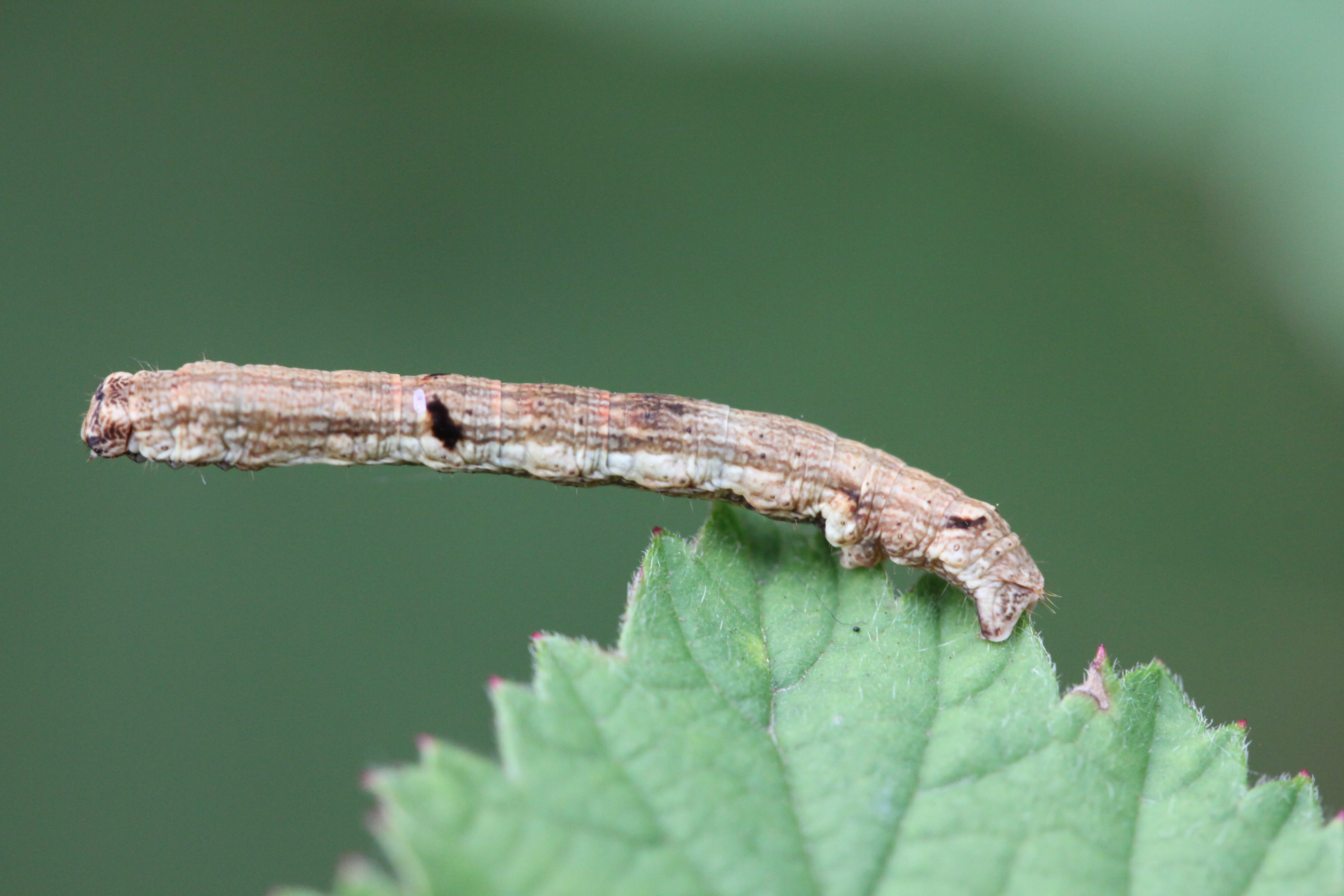
Jungraupe des Zackenbindigen Rindenspanners

Der Zackenbindige Rindenspanner (Ectropis crepuscularia) ist ein Nachtfalter aus der Familie der Spanner (Geometridae). Ein weiterer deutscher Trivialname für diese Art ist Pflaumenspanner, mit diesem Namen wird aber eigentlich der Schlehenspanner (Angerona prunaria) synonym bezeichnet.
Einige Autoren zählen den Heidelbeerspanner (Ectropis bistortata) als Synonym zu den Zackenbindigen Rindenspannern, diese These ist aber umstritten. 

## Merkmale
Die grauen bis schmutzig-weißen Flügel sind mit braunen bis dunkelgrauen Schüppchen besetzt, deren Färbung sich aber nicht so stark von der Grundfarbe abhebt wie bei dem ansonsten sehr ähnlichen Rauten-Rindenspanner (Peribatodes rhomboidaria). Ziemlich häufig kommen auch dunklere Falter vor. Eine schwach gezackte, weiße Wellenlinie, innen dunkel begleitet, setzt sich von den Vorderflügeln auf den Hinterflügeln fort. Der Zackenbindige Rindenspanner erreicht eine Flügelspannweite von 38 bis 45 Millimeter.

### Unterarten
- Ectropis crepuscularia crepuscularia
- Ectropis crepuscularia abraxaria

## Vorkommen
In Wäldern aller Art, Marschland, Parks und Gärten ist der Zackenbindige Rindenspanner in Nord- und Mitteleuropa anzutreffen, nördlicher kommt er aber nur noch sporadisch vor. Adulte Falter kann man von März bis September beobachten, sie fliegen des Nachts und werden vom Licht angezogen.

## Verbreitung
Die Art ist von den Britischen Inseln durch Mittel- und Osteuropa bis nach Ostasien verbreitet. In Nordamerika tritt sie ebenfalls in Erscheinung. Die südliche Verbreitungsgrenze stellt der westliche Mittelmeerraum (mit den Balkanländern), Kleinasien und der Kaukasus (bis Kasachstan) dar. Im Norden endet das Verbreitungsgebiet in der Höhe des Polarkreises.

## Ernährung
Die grauen Raupen ernähren sich sehr vielseitig, unter anderem von Laub- und Nadelbäumen, Sträuchern und niederen Pflanzen. Sie können von Mai bis Juli und August bis September angetroffen werden.

## Fortpflanzung
Es gibt pro Jahr zwei Generationen des Zackenbindigen Rindenspanners. Die Flugzeit der ersten Generation dauert von März bis Mai, während die zweite von Juni bis September fliegt. Die Puppen der zweiten Generation überwintern. Bei sehr schlechten Witterungsbedingungen oder ungünstigen Lagen kommt nur eine Generation pro Jahr vor.